# 코미야 리오
코미야 리오(일본어: 小宮 璃央 こみや りお[*], 2002년 11월 19일 ~ )는 일본의 가수 및 배우이다. 후쿠오카 현 출신으로 댄스 & 보컬 그룹 Zero PLANET의 멤버이다.

## 출연작

### TV 드라마
- 2020년 ~ 2021년 마진전대 키라메이저 - 아츠타 쥬루 / 키라메이 레드 역

## 영화
- 마진전대 키라메이저 에피소드 ZERO - 아츠타 쥬루 / 키라메이레드 역
- 마진전대 키라메이저 VS 류소저 - 아츠타 쥬루 / 키라메이레드 역

## 코로나19 확진
마진전대 키라메이저 방영 시기가 코로나 바이러스가 극성인 시기라 출연진과 제작진 모두 우려를 받고 있었는데, 하필 아츠타 쥬루 역인 해당 배우가 2020년 3월 31일에 코로나바이러스감염증-19 확진을 받고 말았다. 5월 분까지 촬영을 마친 상태라고는 하지만 다른 사람도 아닌 이번 편의 주인공을 맡게 된 배우가 큰일을 당했고, 코로나의 전염성과 위험성을 생각하면 나머지 출연진들과 제작진까지 불똥이 튀게 됐다. 게다가 제작진의 경우 가면라이더 제로원과 공유하다 보니 그쪽까지도 난리나게 생겼다. 3월 24일부터 미각과 후각에 위화감이 있다고 느꼈다는 본인의 호소가 있어 이후의 촬영을 중단하고 쭉 자택에서 대기했다. 같은 일본 연예인이었던 시무라 켄도 코로나 양성으로 확진 판정이 나고 3월 20일에 입원을 하고 치료를 하고 있었으나 결국 일주일 뒤인 3월 29일에 사망 판정을 받아서, 부디 코미야 리오가 건강히 완치가 되길 바라야 하는 상황인데 다행히 회복되고 있다고 한다. 그리고 슈퍼전대 시리즈에 출연한 배우나 제작진,가수까지 빠른 회복을 비는 트윗을 올렸다. 아래에 나온 것들은 일부고 실제로는 더 많다. 그리고 4월 9일에 코미야 리오가 건강을 회복하여 퇴원했고, 2주 동안 자가격리를 한다는 내용과 사과문을 트위터에 올렸다. 판정 당시에는 발열과 기침 등의 증상은 없는 상태였다고한다. 이후 촬영에 사용되었던 도쿄 도에이 슈트디오는 방역 작업을 했다. 퇴원 후에는 행정기관의 지도 하에 2주 동안 자가격리를 했고, 증상이 나타난 이후인 3월 25일 소속 그룹인 Zero PLANET 멤버들과 촬영 스케줄이 있었으며, 26일 역시 촬영 스케줄이 있던 것으로 알려져 주변인들의 감염 우려가 컸으나 Zero PLANET의 멤버들은 PCR 검사 결과 전원 음성 판정을 받았고 특별한 증상도 없어 코미야가 퇴원한 이후 활동을 재개했다.